# Stiftskirche St. Peter und Johannes der Täufer (Berchtesgaden)

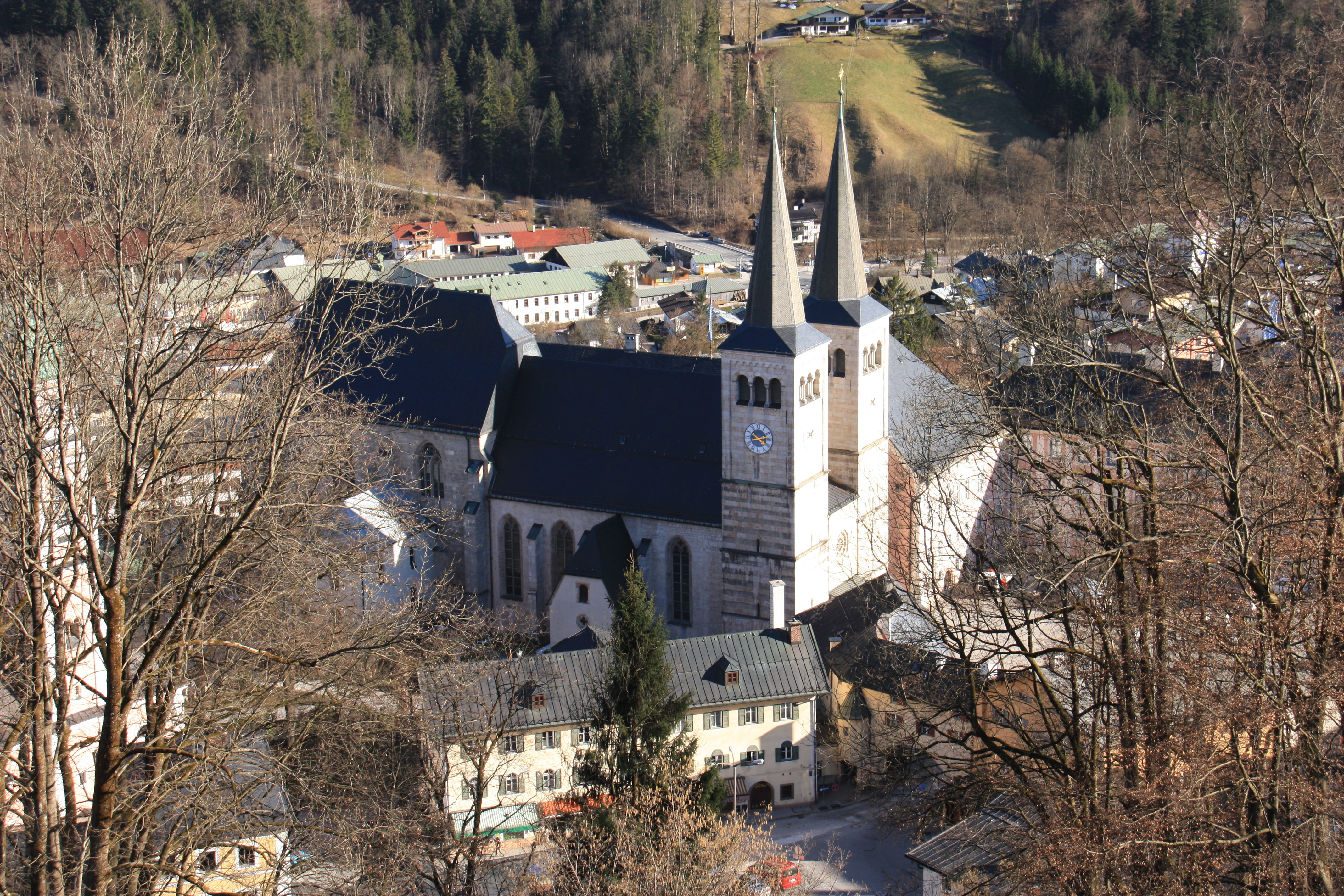
Stiftskirche Berchtesgaden

Die Stiftskirche St. Peter und Johannes der Täufer gehört zum Gebäudeensemble des Königlichen Schlosses in Berchtesgaden im oberbayerischen Landkreis Berchtesgadener Land.
Erbaut ab Anfang des 12. Jahrhunderts, wurde sie bis zur Säkularisation als Stiftskirche der Augustiner-Chorherren innerhalb des kurz zuvor begründeten Klosterstifts Berchtesgaden (ab 1559 Fürstpropstei) genutzt. Seit 1803 dient sie als Pfarrkirche der römisch-katholischen Pfarrei St. Andreas in Berchtesgaden, die zur Erzdiözese München und Freising in Bayern gehört.

## Gebäude und Geschichte

### Legende
Ein Gelübde der Irmgard von Sulzbach ließ sie kurz vor ihrem Tod (1101) zur Mitstifterin des Augustiner-Chorherrenstifts Berchtesgaden werden – der Legende nach zum Dank für die Errettung ihres Mannes Gebhard II. von Sulzbach nach einem Jagdunfall bei dem Felsen, auf dem heute die Berchtesgadener Stiftskirche steht.

### Vom Notbau zur romanischen Pfeilerbasilika
Nach dem Historiker A. Helm ließ der erste Stiftspropst Eberwin im Auftrag von Berengar I. von Sulzbach das Münster in der ersten Hälfte des 12. Jahrhunderts wahrscheinlich als Notbau errichten. Eine Inschrift verweist auf das Jahr 1122, in dem der Salzburger Erzbischof Konrad zumindest einen ersten Bauabschnitt weihte. Dem folgten in der zweiten Hälfte des 12. Jahrhunderts unter Propst Heinrich I. eine massivere Bauausführung als dreischiffige romanische Pfeilerbasilika und vermutlich die ersten Türme, von denen es jedoch weder eine Beschreibung noch eine Abbildung gibt. Dieser Bau hatte fast schon die Längenmaße der heutigen Kirche und war vermutlich stark beeinflusst von dem 1140 begonnenen Dom zu Gurk. Mitte des 13. Jahrhunderts wurde die Kirche als Teil des Klosterstifts um den sehr gut erhaltenen und sehenswerten Kreuzgang, „dessen Bauschmuck bestimmte Bindungen des Stifts an das staufische Königtum anschaulich macht“, eine Vorhalle und zwei Türme erweitert.

### Um- und Anbauten zwischen dem 13. und 16. Jahrhundert

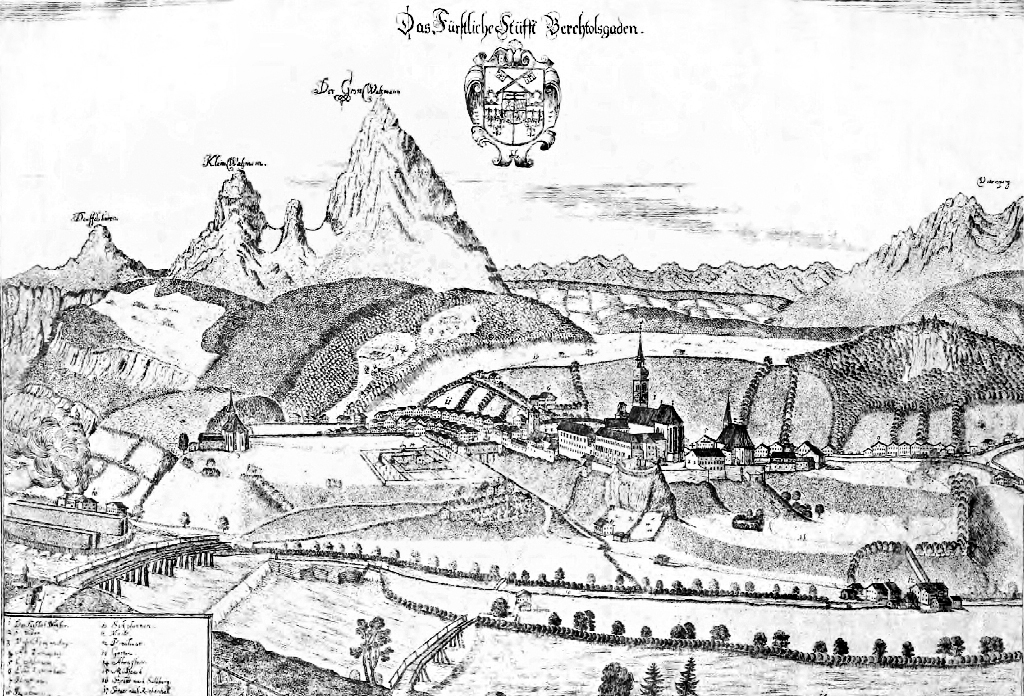
Georg Matthäus Vischer: Das Fürstliche Stüfft Berchtolsgaden, 1650

Die gotische Überbauung in den folgenden Jahrhunderten setzte um die Wende des 13. ins 14. Jahrhundert mit Propst Johann Sax von Saxenau und der Gestaltung eines neuen Chors (1283–1303) im frühgotischen Stil ein. Schäden erlitt die Kirche, als der von Propst Ulrich I. Wulp zur Unterstützung gerufene Bayernherzog Friedrich 1382 in Berchtesgaden einfiel und auch die Kirche plündern ließ, um Ulrichs Position im Schisma mit dem Gegen-Propst Sieghard Waller durchzusetzen.
Die nördliche Vorhalle wurde der Kirche 1474 unter Erasmus Pretschlaiffer angefügt.
Propst Gregor Rainer veranlasste zu Anfang des 16. Jahrhunderts eine „große Renovierung“ sowie den Anbau einer „Custorey“ beziehungsweise Sakristei.

### Nach der Säkularisation (1803)
Im Zuge der Säkularisation und nach Aufhebung der aus dem Augustinerchorherrenstift hervorgegangenen Fürstpropstei Berchtesgaden löste die Stiftskirche im Jahr 1803 die 1397 von den Berchtesgadener Bürgern errichtete Kirche St. Andreas als Pfarrkirche ab. Während das Kirchengebäude von St. Andreas nach wie vor als „Pfarrkirche“ bezeichnet wird, wird die nunmehr eigentliche Pfarrkirche, in der alle Hochämter und Festgottesdienste an den christlichen Feiertagen zelebriert werden, nach wie vor „Stiftskirche“ genannt.
Die der Stiftskirche angegliederten Klostergebäude des Augustinerchorherrenstifts gingen zusammen mit dem um 1180 erbauten, bis in die Mitte des 13. Jahrhunderts ausgebauten und noch vollständig erhaltenen romanischen Kreuzgang samt Kreuzgarten ab 1810 in den Besitz des Hauses Wittelsbach über. Dessen Angehörige nutzen die Gebäude noch heute als Königliches Schloss.

### Umbauten und Neuerrichtung der Türme im 19. Jahrhundert
Die romanischen wie auch die gotischen Ausgestaltungen der Pröpste Johann Sax von Saxenau, Bernhard II. Leoprechtinger und Erasmus Pretschlaiffer sind nur noch in geringem Maße erhalten. Aus der ältesten Bauzeit stammt nur noch in der Vorhalle des Haupteingangs das innere Stufenportal im Stil der Romanik.
Es sind insbesondere die zahlreichen Umbauten im 19. Jahrhundert, die dem Kirchenbau seine heutige Gestalt geben. So wurden beide Türme zwischen 1856 und 1864 noch unter Federführung von Heinrich Hübsch (1795–1863) im neoromanischen Stil mit jeweils 50,6 Meter Höhe neu errichtet. Dem vorangegangen war deren Zerstörung durch Blitzeinschläge. Den Südturm hatte es 1596, den seinerzeit ebenfalls in Mitleidenschaft gezogenen und im Renaissancestil alsbald auf 76 Meter Höhe wieder aufgebauten Nordturm 1819 erneut getroffen.

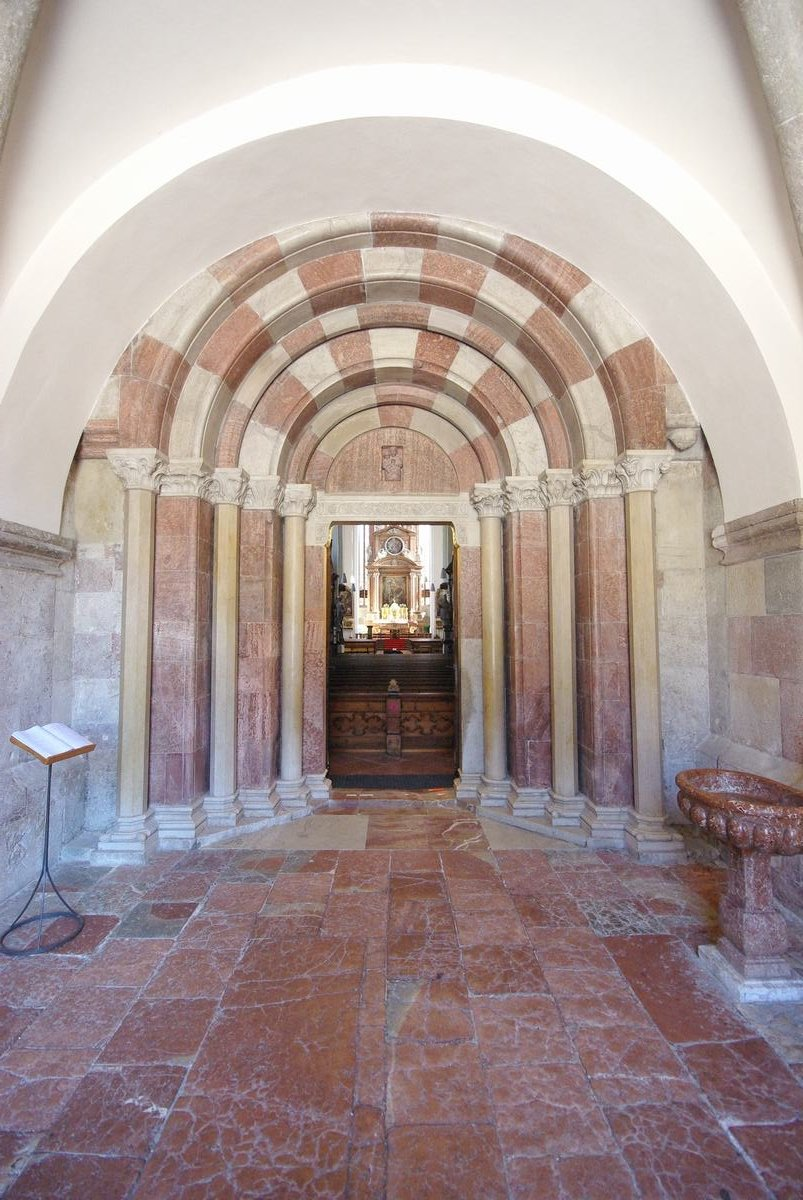
Romanisches Stufenportal und Vorhalle des Haupteingangs
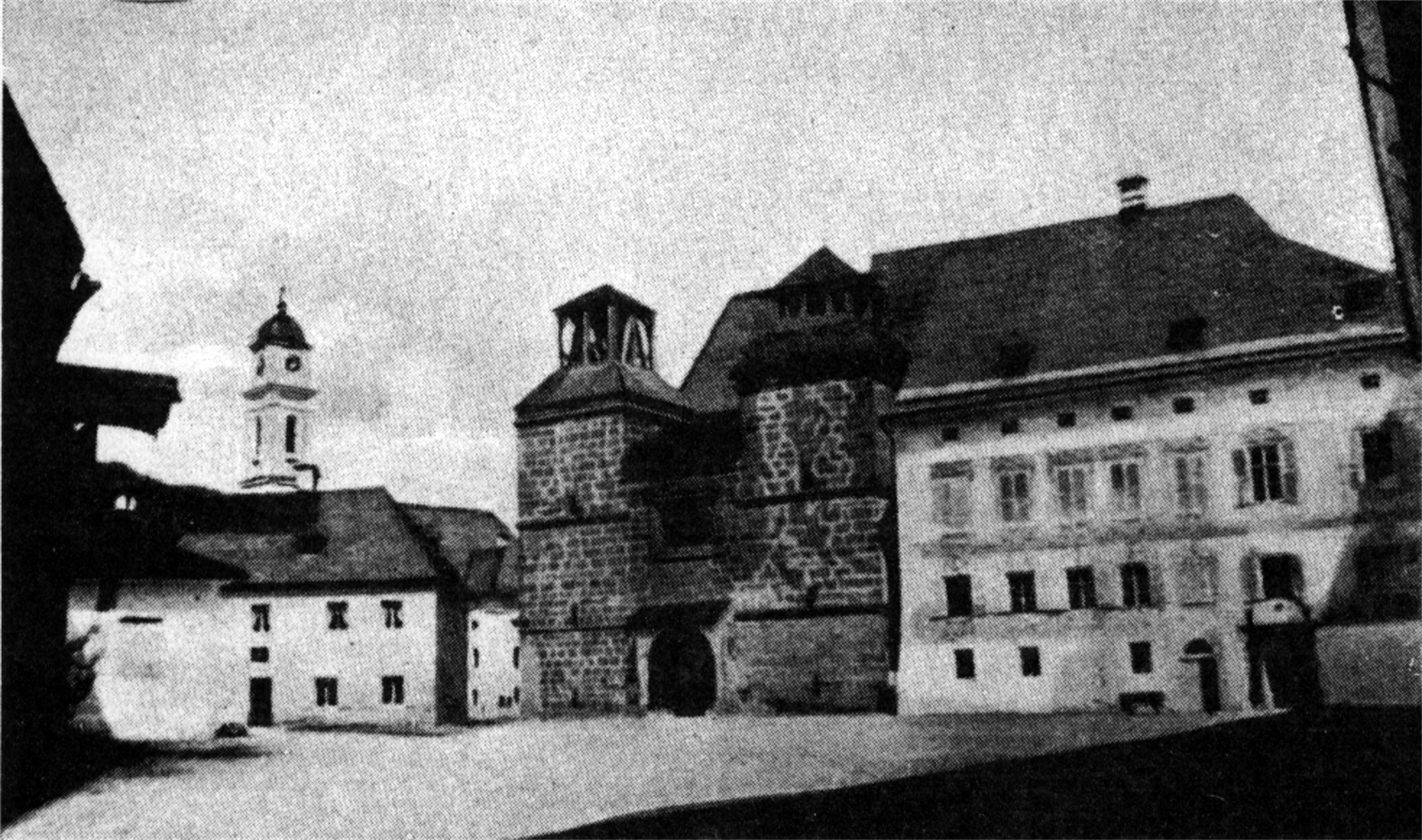
Noch mit zwei Turmstümpfen (1863)
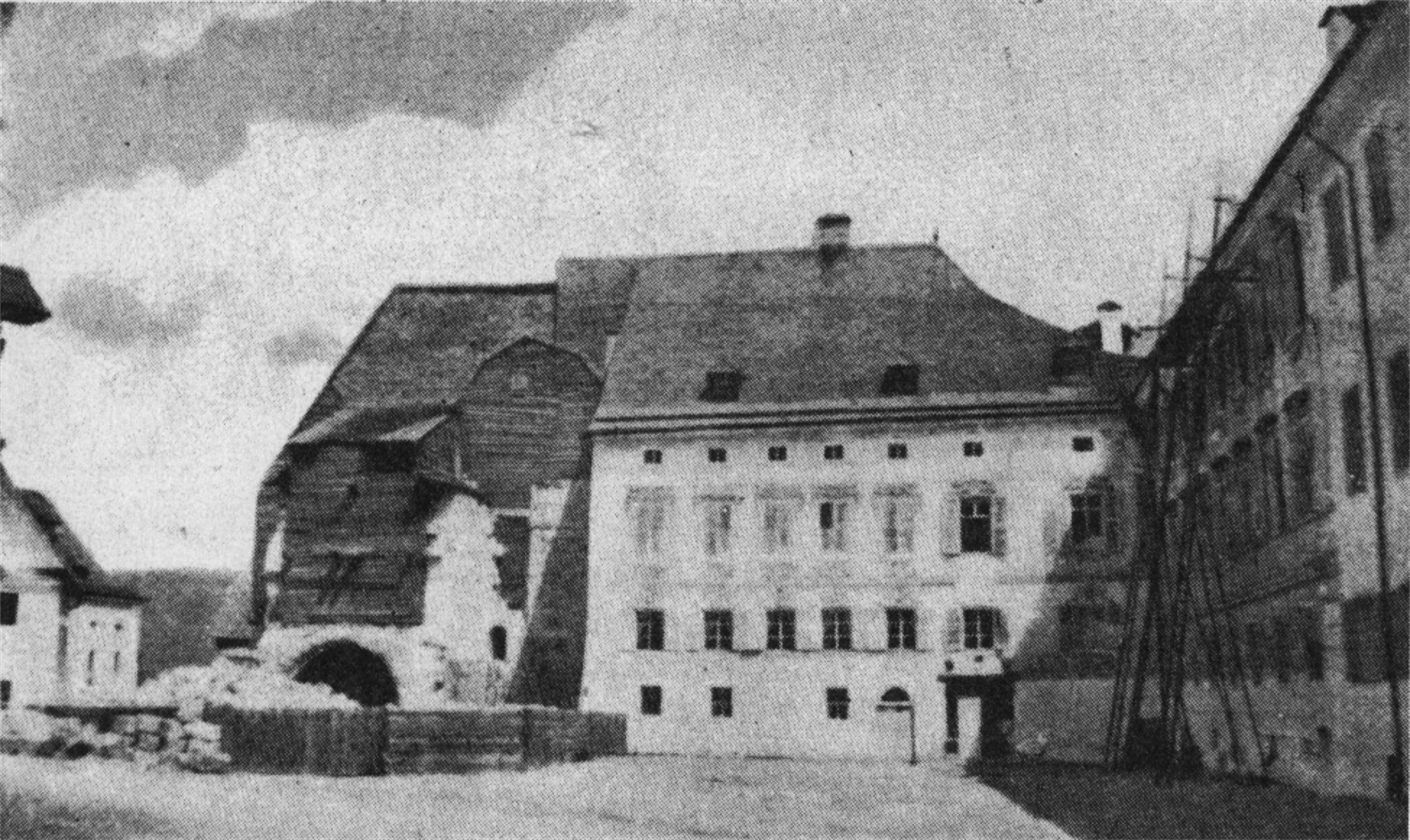
Nach Abbruch der Turmstümpfe (1864)

### Gegenwart
Die Stiftskirche ist nach wie vor Teil eines in sich geschlossenen Gebäudeensembles, zu dem die Schlossgebäude rechts von ihr, der ab dem 16. Jahrhundert gegenüberliegende, mit seinen Arkaden bis 1803 als Marstall dienende Hofbau sowie zwei Bogentore gehören (südlich das Schlosstor, nördlich der Kassierbogen, später Rentamtsbogen, rechts daneben an die Stiftskirche angrenzend das ehemalige Rentamt selbst, das vor 1803 als Stallmeisterei diente).

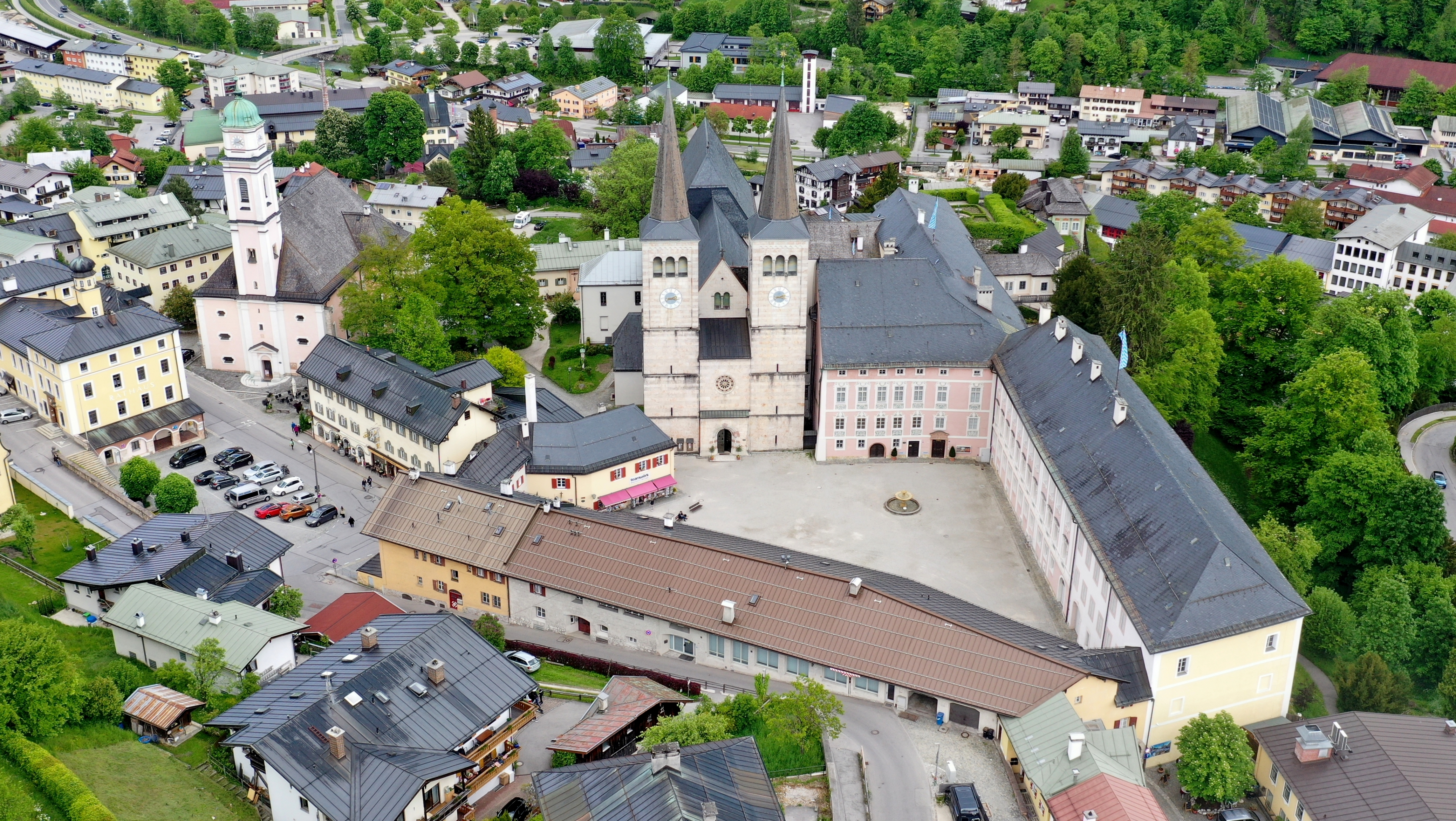
Ensemble Stiftskirche und Königliches Schloss (Draufsicht)

Innerhalb der Kirche hatten auf Einladung des zuständigen Dekans vom 13. Februar bis 22. März 2013 erstmals sechs Bildende Künstler die Gelegenheit erhalten, der zwischen Aschermittwoch bis Ostern üblichen Fastentuch-Verhüllung des Hauptaltars zeitgenössische Interpretationen einer Verhüllung gegenüberzustellen.

## Ausstattung

### Innenausstattung

#### Chorgestühl und Altäre
Im Inneren der Stiftskirche hat sich lediglich das 1449 von Marquard Zehentner geschnitzte Chorgestühl als gotisches Inventar erhalten. Teile des Chorgestühls wurden 1903 „kopiert“ (siehe auch Abbildung unten).
Die Altäre stammen aus der Mitte des 17. Jahrhunderts, so auch der 1661 bis 1669 von Bartholomäus van Opstal im Auftrag des Wittelsbacher Administrators Maximilian Heinrich von Bayern geschaffene marmorne Hochaltar, der dem des Salzburger Doms ähnelt. Das Altarbild von 1665 (lt. A. Helm: 1669) mit der Darstellung der Aufnahme Mariens in den Himmel des späteren Wiener Hofmalers Johann Spillenberger (lt. A.Helm: des Malers Zott) ziert an den hohen Festtagen ein silbernes Antependium des Augsburgers Franz Thaddäus Lang aus dem Jahr 1735. Lang hat auch den Rokoko-Altaraufsatz mit Silbertabernakel geschaffen, der links von den Kirchenpatronen Johannes der Täufer und dem Heiligen Petrus sowie rechts von dem Heiligen Augustinus und dem Heiligen Paulus flankiert wird. Neben dem Hochaltar befinden sich seit der letzten Renovierung (1995–1998) wieder die nach der Umgestaltung der 1960er Jahre entfernten Seiten- bzw. Choraltäre des Hl. Stefanus (links) und des Hl. Johannes auf Patmos (rechts). Deren Darstellungen auf den von Johannes Zick geschaffenen Altarblättern aus dem Jahr 1742 bilden mit dem Hochaltar eine theologische Einheit.
Die beiden Seitenaltäre des Langhauses aus den Jahren 1657 und 1666 sind dem Heiligen Sebastian (linkes Seitenschiff) und dem Heiligen Augustinus als Ordenspatron der Chorherren (rechtes Seitenschiff) gewidmet.

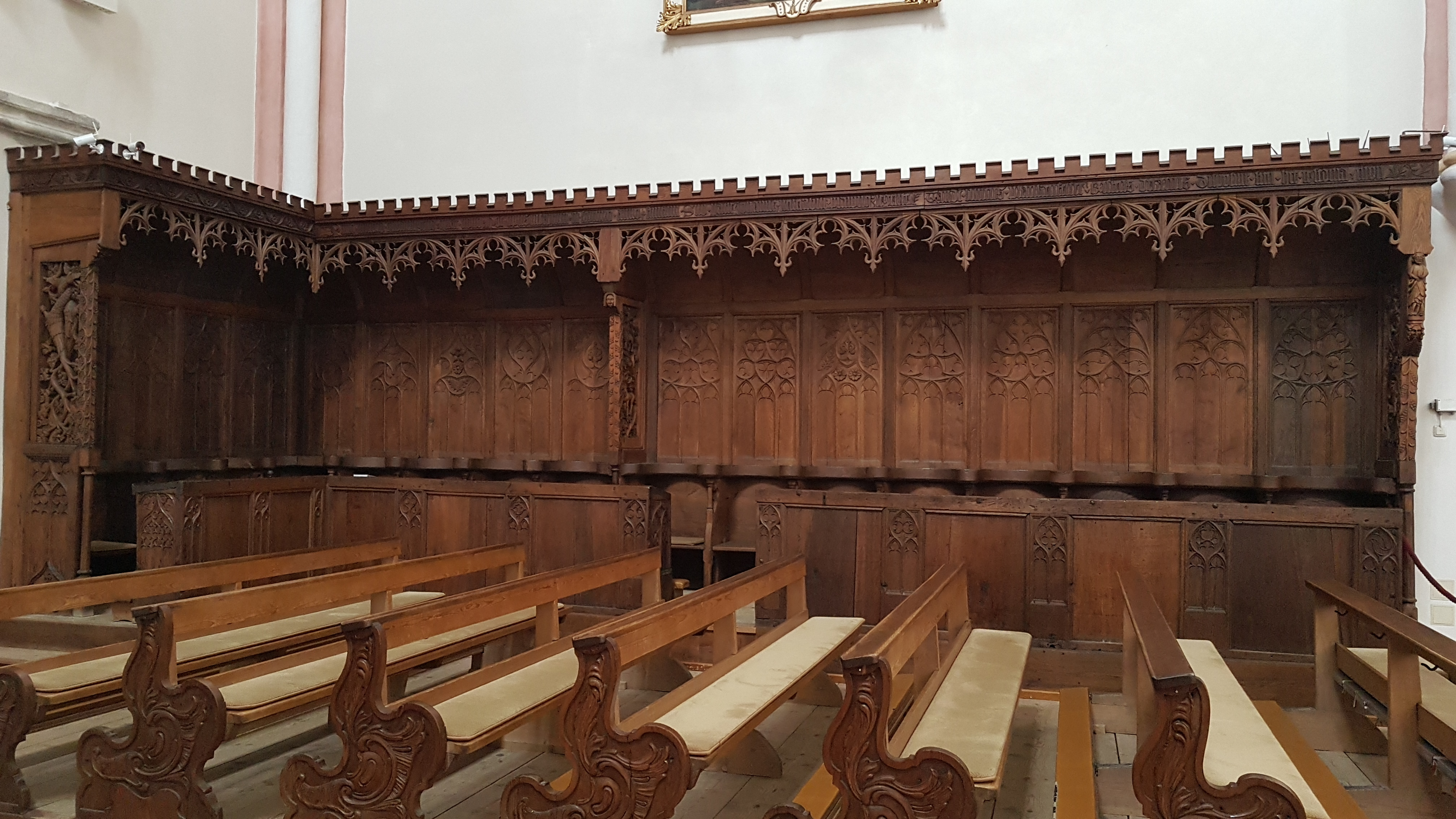
Chorgestühl (linke Seite)
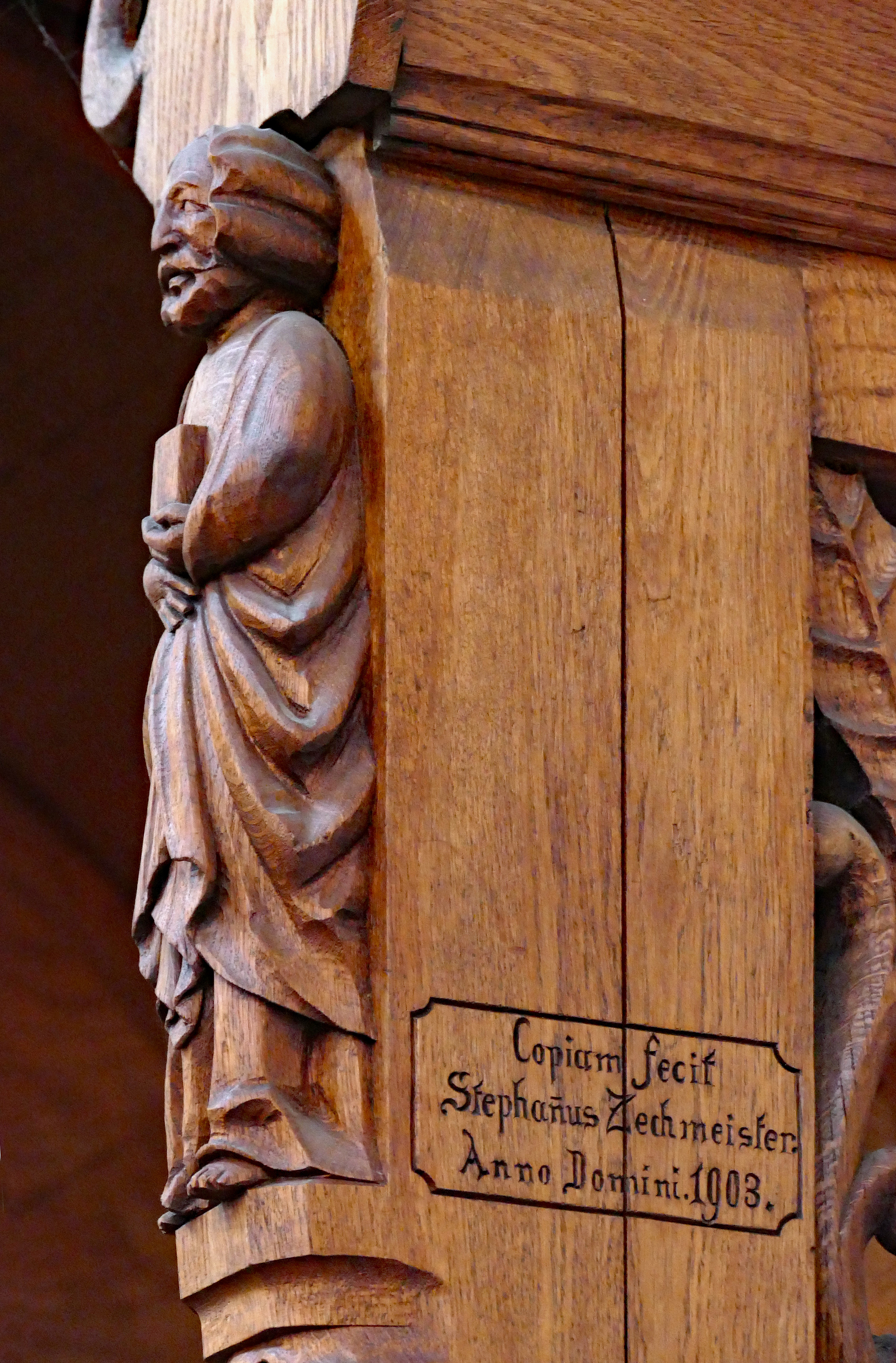
Ein 1903 „kopiertes“ Detail des Chorgestühls

Bei der letzten Innenrenovierung von 1995 bis 1998 wurden „einige unglückliche Eingriffe“ der Umgestaltung in den Jahren 1963 bis 1966 wie s. o. die Entfernung der Choraltäre des Heiligen Stefanus und des Heiligen Johannes auf Patmos rückgängig gemacht. Der Volksaltar zur Feier der Eucharistie zeigte bis dahin auch zwei von drei Mitte der 1960er im Boden gefundene Platten aus dem Jahr 1549. Diese Platten sind jetzt vor dem Altar des rechten Seitenschiffes übereinander in die Langhauswand eingelassen worden und bilden zusammen mit einer goldglänzend verkleideten Nische dazwischen für eine hinter Glas aufgeschlagene Bibel mit dem jeweiligen Sonntagsevangelium einen „stelenartigen Wandschrein“. Die seinerzeit ins Kircheninnere weisende, jetzt unten angebrachte Platte zeigt Petrus mit dem Wappen des Fürstpropstes Wolfgang Griesstätter, die vormals zum Hochaltar gewandte, jetzt obere die Ausgießung des Heiligen Geistes mit Maria und den Aposteln.
Der neue Volksaltar wurde von dem Laufener Bildhauer Friedrich Koller geschaffen und steht zusammen mit dem neuen Ambo seit 1998 zwischen den Seitenaltären auf dem erhöhten Presbyterium.

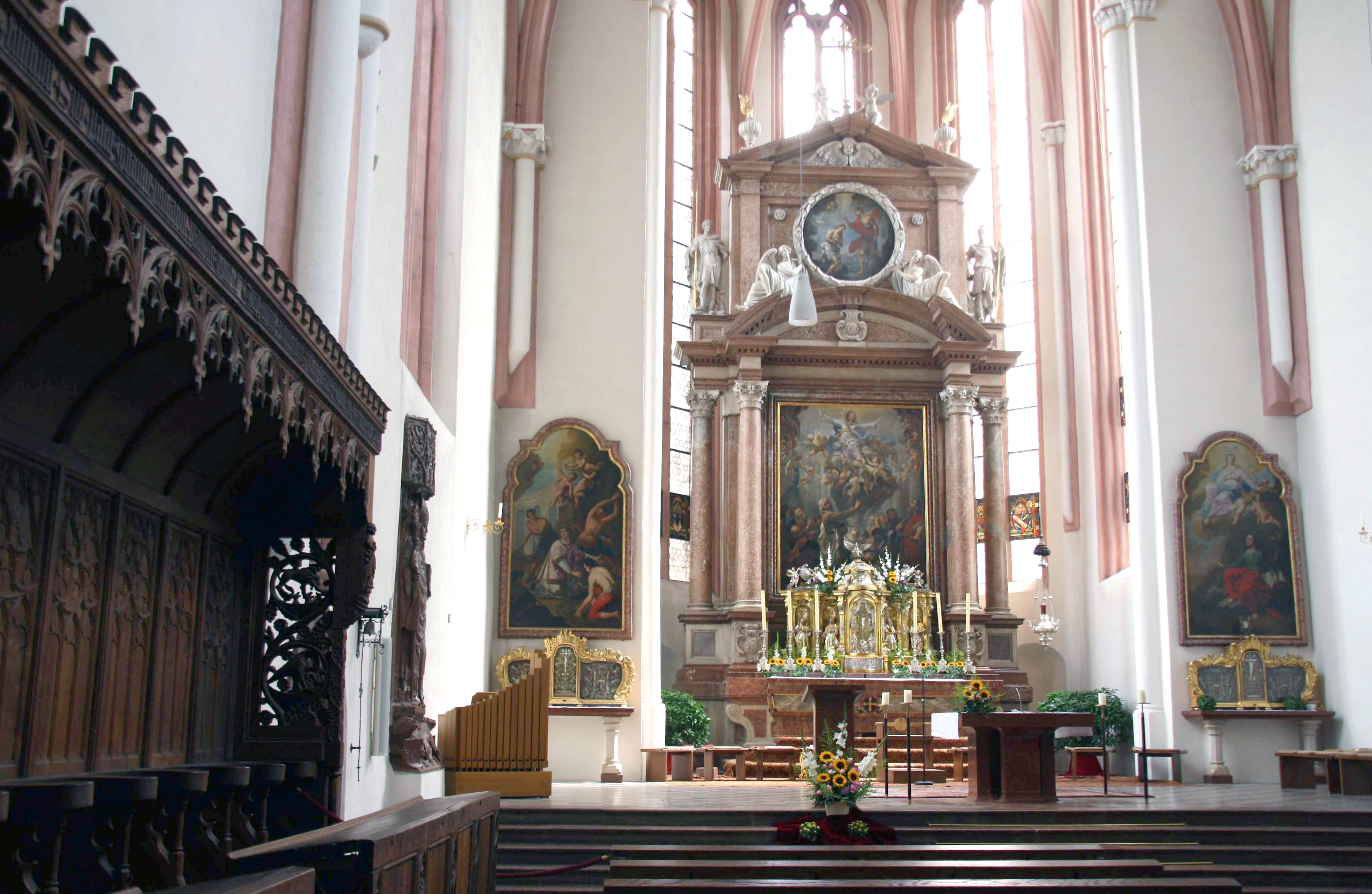
Hochaltar mit Seitenaltären
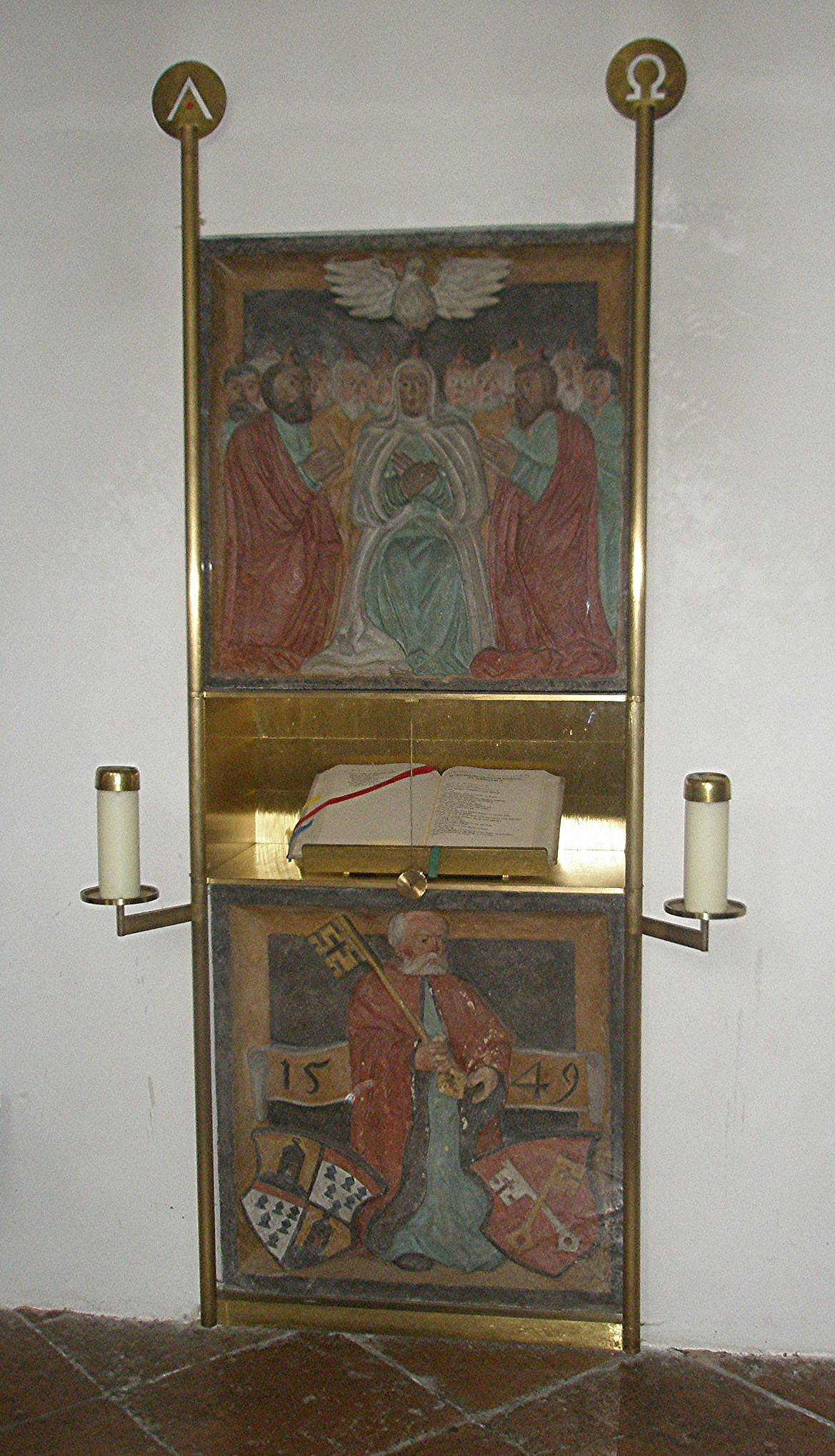
Der Wandschrein wurde 1998 mit Platten von 1549 gebildet, die am Volksaltar angebracht waren.

#### Gemälde

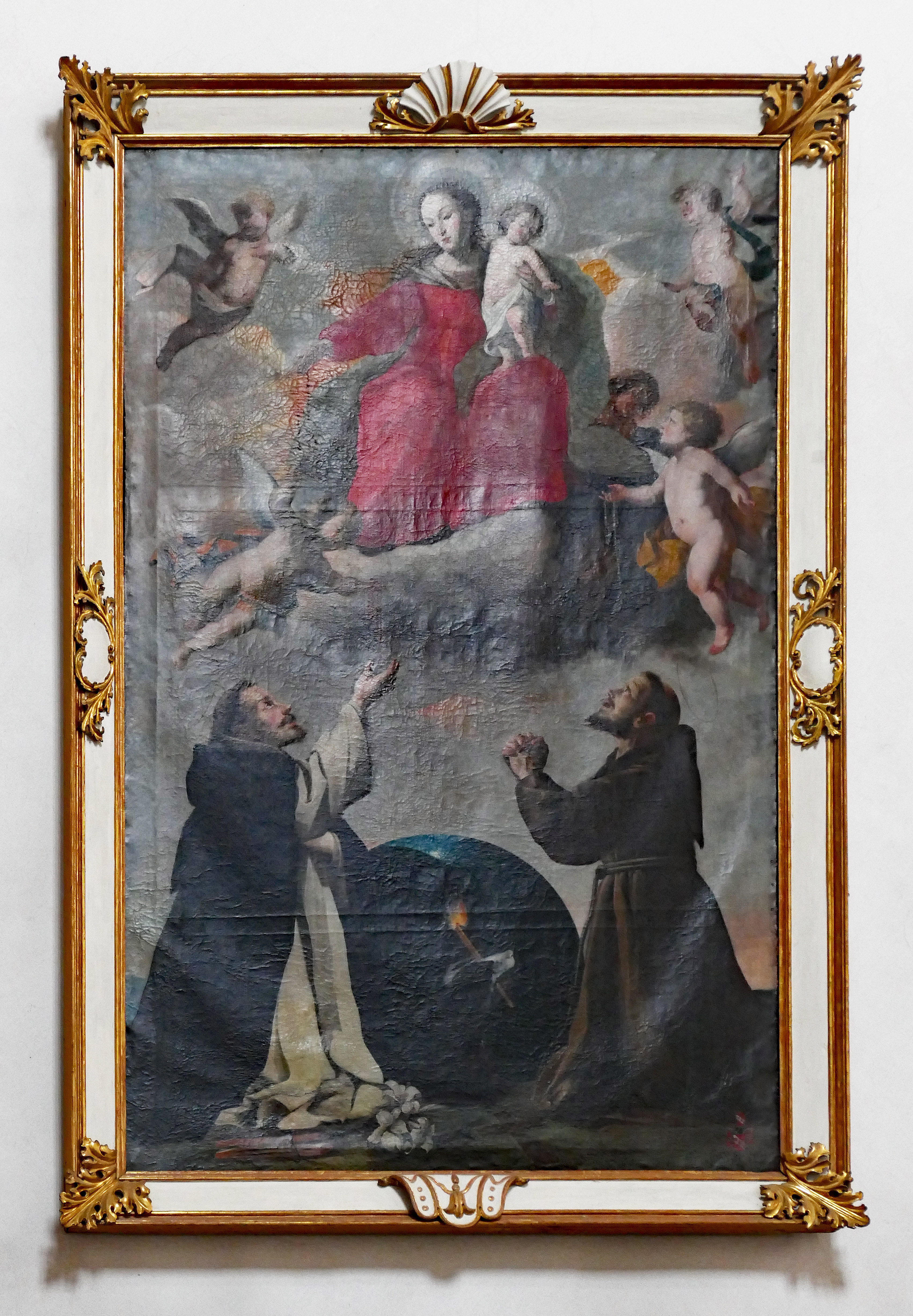
Hll. Dominikus und Franziskus verehren Maria (1647)

U.a. an den beiden Chorseitenwänden ist jeweils ein Gemälde aus der Barockzeit angebracht, darunter das über dem linken Chorgestühl mit dem Titel Hll. Dominikus und Franziskus verehren Maria (1647), wozu Reinhard Weidl ausführt, es sei ein „qualitätvolles barockes Bild“ und dazu erläutert: „Zwischen den beiden Bettelordensgründern eine gläserne Weltkugel, darin ein Hund mit Fackel als Sinnbild der Wirksamkeit des hl. Dominikus und seines Ordens“ (Dominikaner = Domini canes = Hunde des Herrn, die die Herde Christi bewachen und Licht und Feuer des Glaubens verbreiten sollen). Über dem rechten Chorgestühl das wie das erstgenannte auf Holz gemalte Ölbild Anbetung der Hirten (um 1650). Wer die Bilder geschaffen hat, ist unbekannt.

#### Grabmäler
An und vor den Seitenwänden befinden sich mehrere Grabmäler Berchtesgadener Stifts- und Fürstpröpste, auf denen sie meist im Hochrelief und zum Teil lebensgroß in ihrem Ornat dargestellt sind. Am künstlerisch bedeutendsten ist der Grabstein an der linken Chorwand für Gregor Rainer († 1522), der ihn vermutlich porträtgenau unter einem spätgotischen Baldachin aus Astwerk zeigt. Auch der Grabstein für Wolfgang I. Lenberger († 1541) an der rechten Chorwand gegenüber ist aufwändig gestaltet. Beide wurden im Boden unmittelbar vor ihren Grabdenkmälern in eigenen Grüften bestattet. Die vergleichsweise einfach gehaltene Grabstätte des ersten Stiftspropsts Eberwin befand sich vermutlich unter einer Bodenplatte vor dem Volksaltar, von anderen, wie dem ältesten von Hartung von Lampoting oder dem von Reinhold Zeller im Kreuzgang der Stiftskirche sind nur noch Schrift- oder/und Linienfragmente erhalten. Das Grabmal des ersten Fürstpropstes Wolfgang II. Griesstätter zu Haslach ist hingegen nicht in der Stiftskirche, sondern als einziges der Pröpste in der „von ihm geliebten Kirche am Anger“ (Franziskanerkirche) in Berchtesgaden.

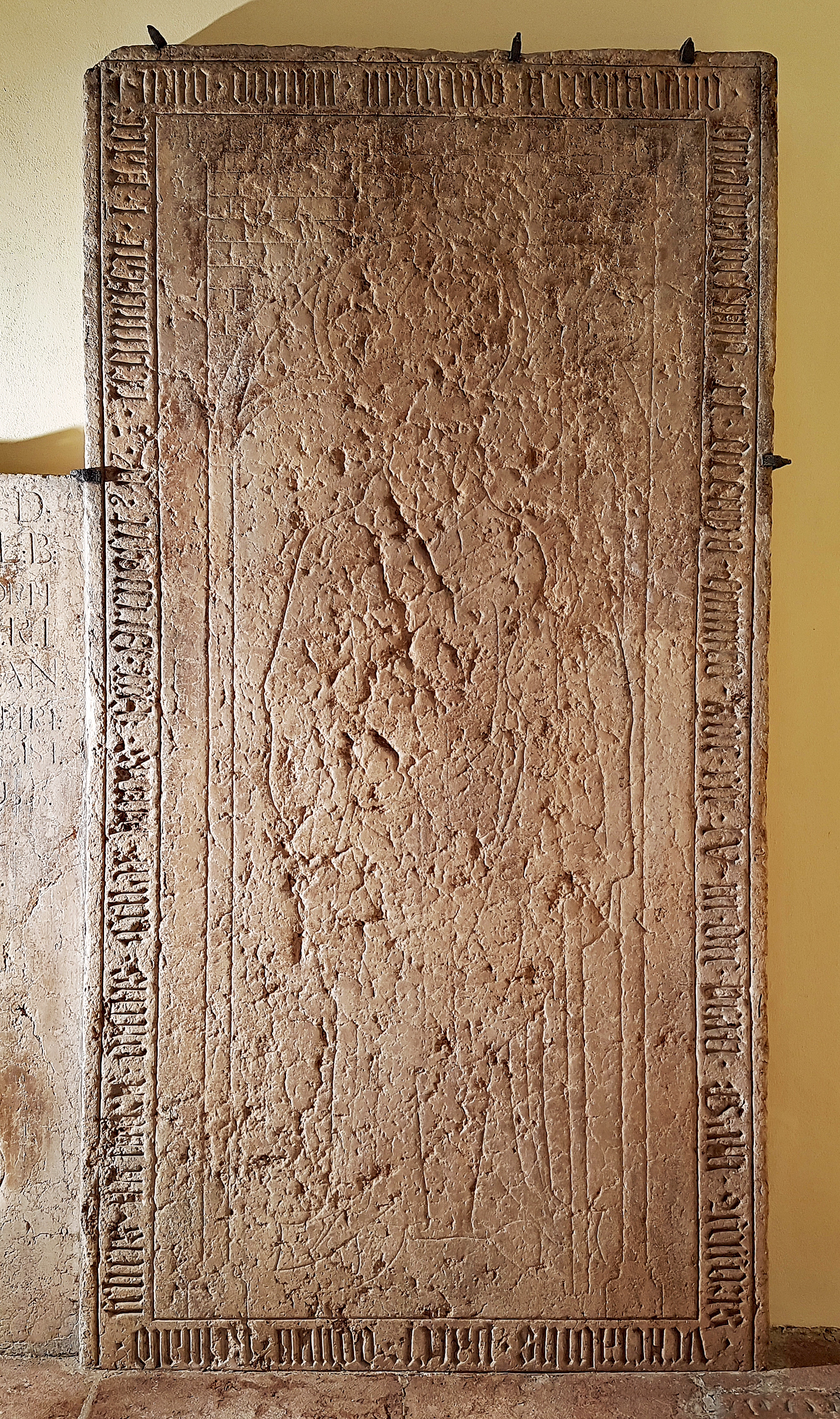
Grabplatte von Reinhold Zeller († 1355) mit übergroßer, jedoch kaum noch kenntlicher Linienzeichnung
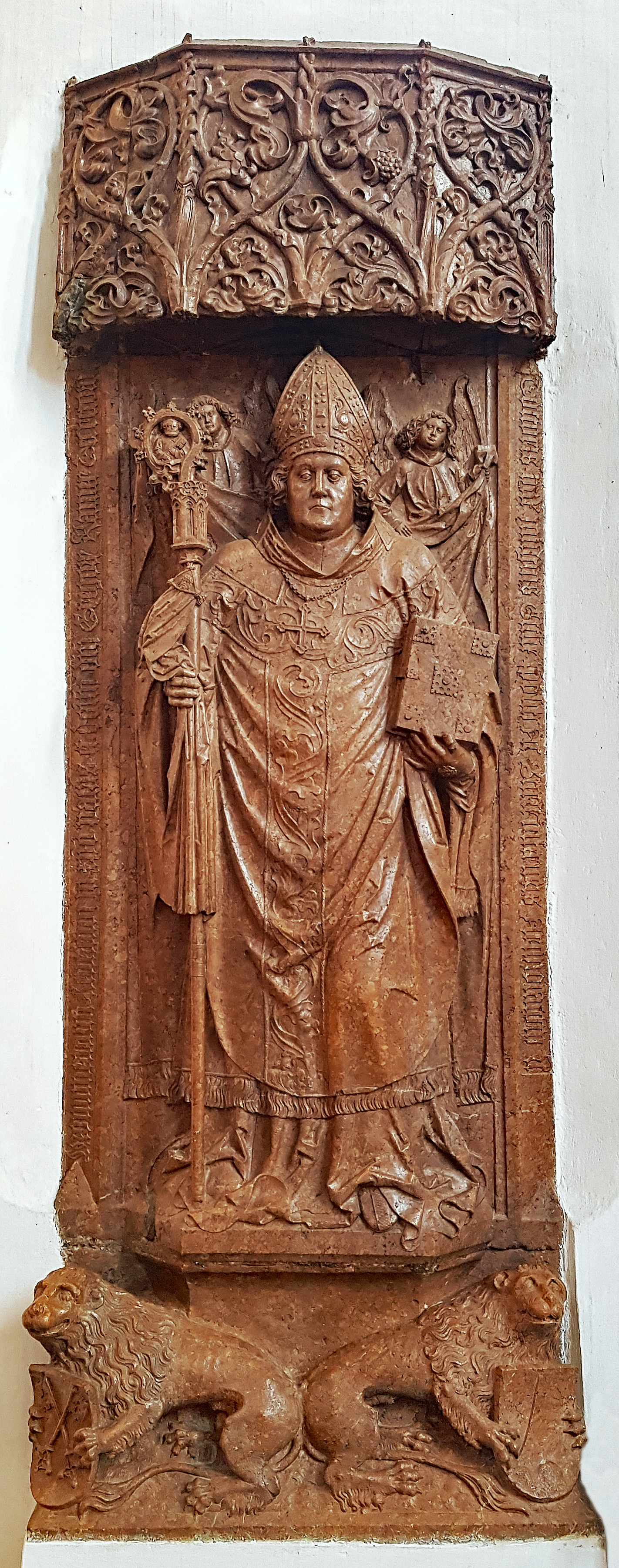
Grabmal Gregor Rainer († 1522)
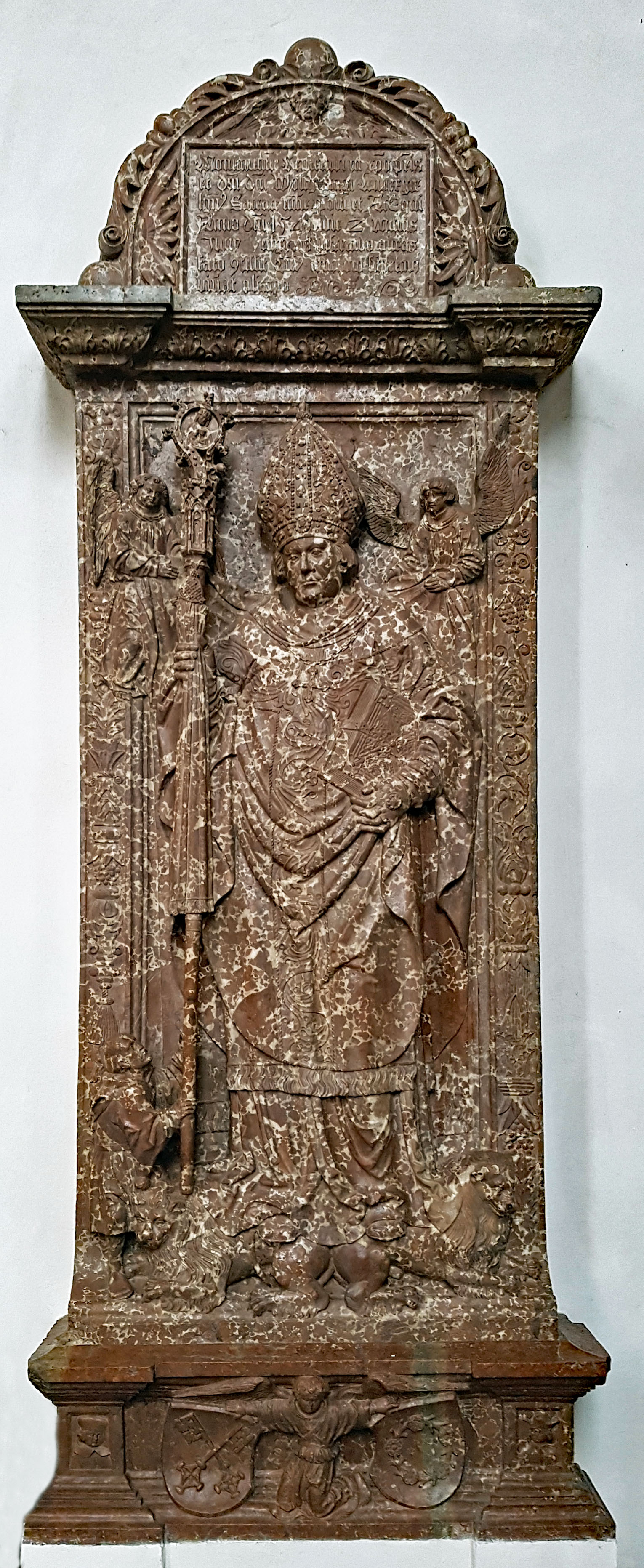
Wolfgang I. Lenberger († 1541)

#### Oratorien u. Kirchenfenster
Auf der Richtung Hauptaltar gesehen rechten Seite bzw. an der Südseite des Langhauses wurden um 1740 (unten) und 1775 (oben) drei Oratorien bzw. Gebetslogen angefügt.
Die Kirchenfenster zeigen Wappenscheiben einiger Berchtesgadener Pröpste bzw. Fürstpröpste.

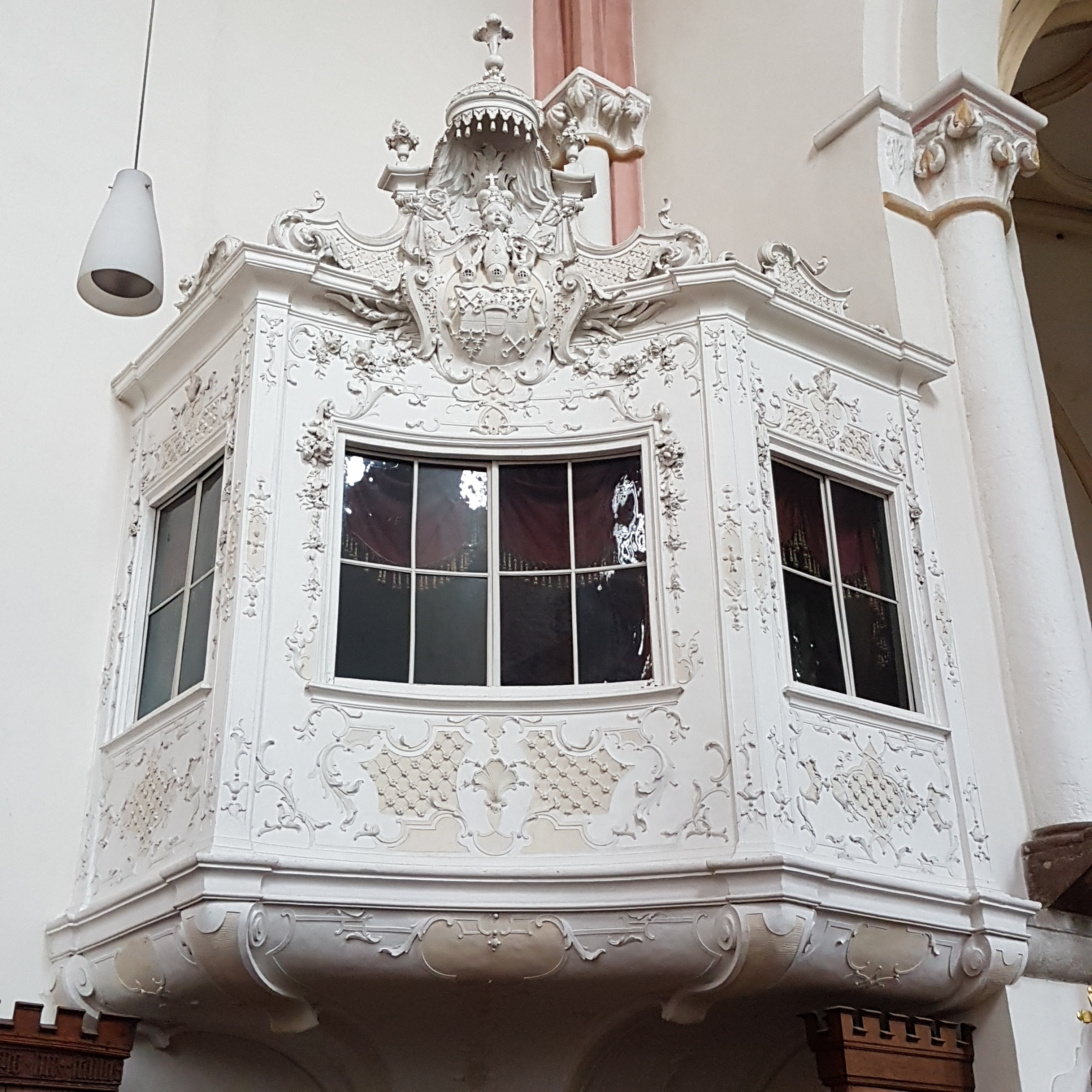
Oratorium über dem Chorgestühl vor dem Hauptaltar mit dem Wappen von Cajetan Anton Notthafft von Weißenstein (1670–1752)
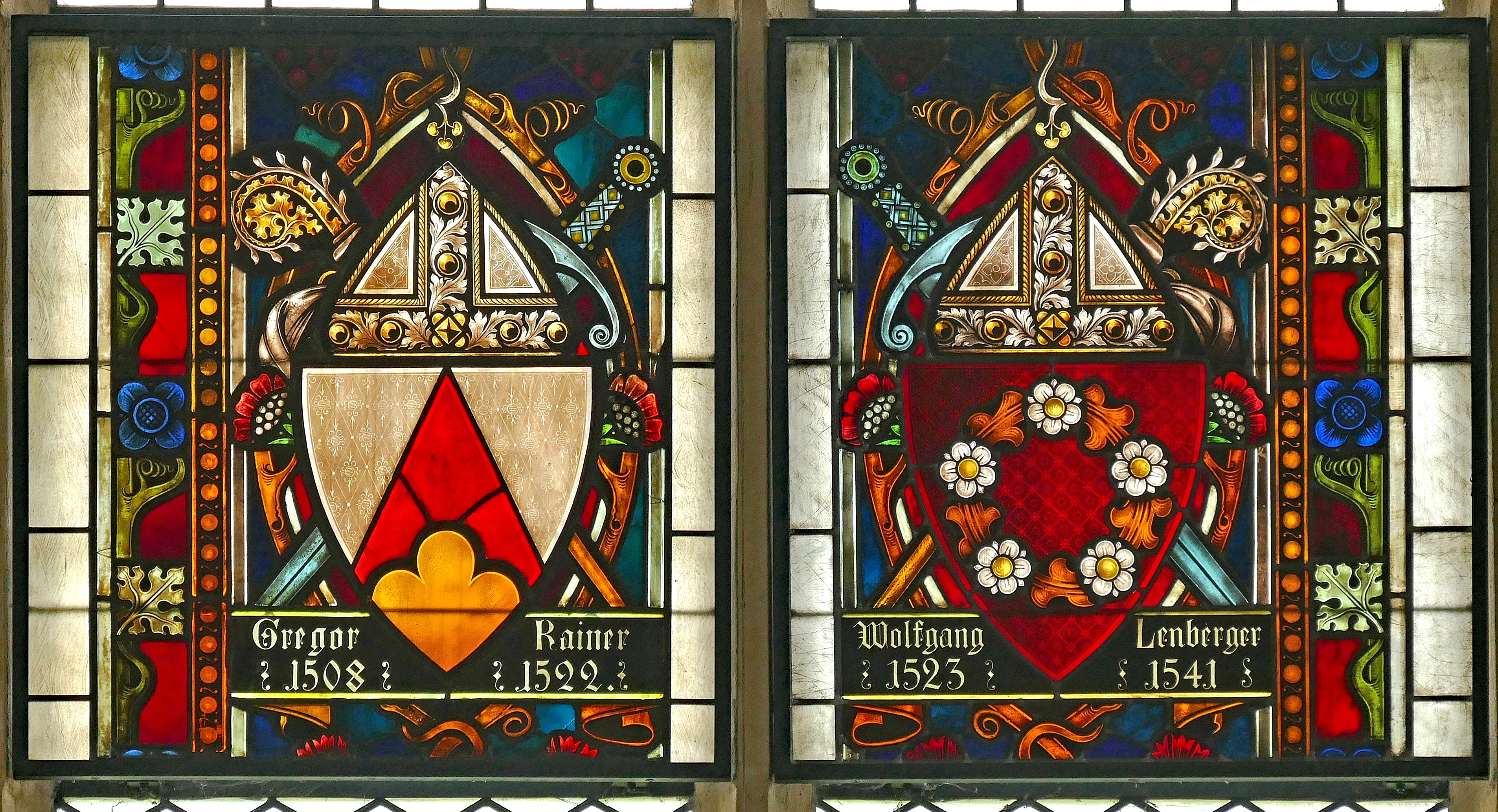
Kirchenfenster mit Wappen von Gregor Rainer und Wolfgang I. Lenberger

#### Orgel
Die Orgel geht zurück auf ein Instrument, welches im Jahre 1869 von dem Orgelbauer Max Maerz aus München gefertigt wurde. 1969 wurde die Orgel von dem Orgelbauer Carl Schuster (München) hinter dem historischen Prospekt erneuert. Sie verfügt über 31 Register, die auf drei Manuale und Pedal verteilt sind. Die Spiel- und Registertrakturen sind elektrisch.
| I Hauptwerk C–g3 |       |
| Gedacktpommer    | 16′   |
| Prinzipal        | 8′    |
| Rohrflöte        | 8′    |
| Oktave           | 4′    |
| Koppelflöte      | 4′    |
| Octave           | 2′    |
| Rauschpfeife II  | 2 ⁄3' |
| Mixtur V–VI      | 2′    |
| Trompete         | 8′    |

| II Positiv C–g3 |       |
| Holzgedackt     | 8′    |
| Praestant       | 4′    |
| Schwiegel       | 2′    |
| Gemsquinte      | 1 ⁄3′ |
| Zimbel III      | 1⁄3′  |
| Schalmei        | 4′    |

| III Brustwerk C–g3 |       |
| Holzflöte          | 8′    |
| Weidenpfeife       | 8′    |
| Weitprinzipal      | 4′    |
| Rohrgedackt        | 4′    |
| Quinte             | 2 ⁄3′ |
| Glöckleinton II    | 2′    |
| Terz               | 4⁄5′  |
| Scharf IV          | 1′    |
| Oboe               | 8′    |
| Tremulant          |       |

| Pedal C–f1    |       |
| Offenbaß      | 16′   |
| Subbaß        | 16′   |
| Octavbaß      | 8′    |
| Pommer        | 8′    |
| Choralflöte   | 4′    |
| Hintersatz IV | 2 ⁄3′ |
| Bombarde      | 16′   |

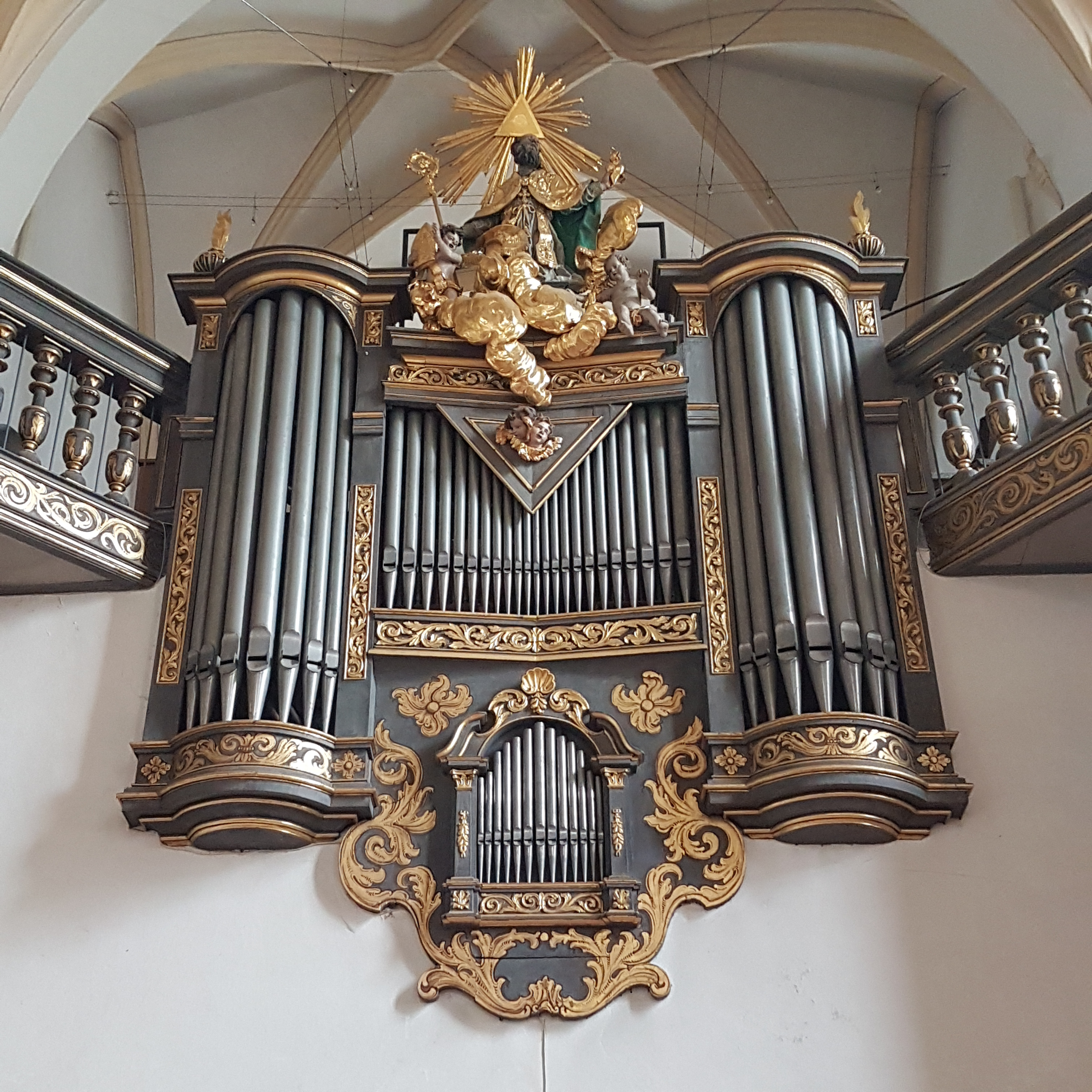
Orgel mit Orgelprospekt von 1869

- Koppeln: Generalkoppel, II/I, III/I, III/II, I/P, II/P, III/P
- Spielhilfen: zwei freie Kombinationen und zwei freie Pedalkombinationen, jeweils mit Auslösern; Tutti, Crescendowalze mit Abstellern, Zungenabsteller

### Glocken
In den Türmen hängt ein seltenes Glockengeläut aus Bronze, weil es aus sechs historischen Glocken besteht. Vier davon stammen aus dem Jahr 1597 und stammen von dem Gießer Martin Frey, München. Die beiden großen Glocken hängen im Nordturm, die vier kleineren im Südturm, jeweils in Glockenstühlen aus Holz.
| Glocke | Name           | Gießer                  | Gussjahr | Durchmesser | Masse   | Schlagton |
| ------ | -------------- | ----------------------- | -------- | ----------- | ------- | --------- |
| 1      | Peter          | Martin Frey, München    | 1597     | 1640 mm     | 2650 kg | cis′      |
| 2      | Frauenglocke   | Martin Frey, München    | 1597     | 1440 mm     | 1825 kg | d′        |
| 3      | Frühmessglocke | Martin Frey, München    | 1597     | 1180 mm     | 0993 kg | fis′      |
| 4      | Andreas        | Oberascher, Reichenhall | 1853     | 0940 mm     | 0500 kg | h′        |
| 5      | Primglöcklein  | Martin Frey, München    | 1597     | 0780 mm     | 0400 kg | cis″      |
| 6      | Martini        | Hackl, Salzburg         | 1746     | 0560 mm     | 0180 kg | g″        |

## Pfarrei und Pfarrverband
Die Stiftskirche ist die Pfarrkirche der Pfarrei St. Andreas in Berchtesgaden, deren Pfarrer meist auch über die eigene Pfarrei hinausreichende Funktionen wie z. B. als Pfarradministrator zu übernehmen haben.
Am 1. November 2015 wurde der Pfarrverband Stiftsland Berchtesgaden begründet, zu dem sich die drei Pfarreien St. Andreas Berchtesgaden, Hl. Familie Au und St. Nikolaus Marktschellenberg zusammenschlossen, und der am 1. Juni 2019 um den ehemaligen Pfarrverband Bischofswiesen erweitert wurde, sodass der Pfarrverband die römisch-katholischen Pfarreien in den politischen Gemeinden Berchtesgaden, Bischofswiesen und Marktschellenberg umfasst. (Allerdings wird die Pfarrei Herz Jesu Bischofswiesen (Stand: Mai 2023) noch immer nicht unter stiftsland.de auf der Webseite „Pfarrverband“ stellvertretend für den ehemaligen Pfarrverband Bischofswiesen angezeigt, zudem weist eine Webseite des Erzbistums nach wie vor den Pfarrverband Bischofswiesen mit Verweis auf die Katholische Pfarrkirchenstiftung Herz Jesu Bischofswiesen als zuständige Verwaltung der ihm bislang zugehörigen Kirchengemeinden aus.)